# Косякино (Дагестан)
Косякино — село в Кизлярском районе Дагестана. Административный центр Косякинского сельсовета.

## Географическое положение
Населённый пункт расположен в 7 км к северо-западу от города Кизляр, на трассе Кизляр-Комсомольский.

## История
Бывшее русское село, в 1977 году в него в плановом порядке переселяют даргинцев из Дахадаевского района. С конца 1980-х годов в селе начинают селиться аварцы из Цумадинского и Цунтинского районов.

## Население
| 1926 | 1970 | 1989 | 2002  | 2010  | 2021  |
| ---- | ---- | ---- | ----- | ----- | ----- |
| 141  | ↗419 | ↗577 | ↗1004 | ↗1445 | ↗2003 |

Национальный состав села Косякино
По данным Всесоюзной переписи населения 1926 года:
| № | Национальность | Численность, чел. | Доля  |
| - | -------------- | ----------------- | ----- |
| 1 | русские        | 141               | 100 % |

По результатам Всероссийской переписи населения 2010 года:
| № | Национальность | Численность, чел. | Доля   |
| - | -------------- | ----------------- | ------ |
| 1 | аварцы         | 722               | 50,0 % |
| 2 | даргинцы       | 453               | 31,3 % |
| 3 | русские        | 95                | 6,6 %  |
| 4 | лакцы          | 42                | 2,9 %  |
| 5 | кумыки         | 38                | 2,6 %  |
| 6 | азербайджанцы  | 33                | 2,3 %  |
| 7 | лезгины        | 29                | 2,0 %  |
| 8 | другие         | 33                | 2,3 %  |

По данным Всероссийской переписи населения 2010 года, в селе проживало 1445 человек (711 мужчин и 734 женщины).